# منتخب يوغوسلافيا لهوكي الجليد للناشئين
منتخب يوغوسلافيا لهوكي الجليد للناشئين هو ممثل يوغوسلافيا الرسمي في المنافسات الدولية في هوكي الجليد للناشئين
. تأسس في 23 مارس 1981.